# Isla Mala Pascua
Isla Mala Pascua (actualmente también escrito como «Malapascua») es una isla filipina situada en el mar de Bisayas, al otro lado de un estrecho poco profundo en la punta más septentrional de la isla de Cebú. Administrativamente, es parte del barangay insular de Logon, en la Municipalidad de Daanbantayan, provincia de Cebú, Filipinas. Mala Pascua es una isla pequeña, de solo unos 2,5 kilómetros (1,6 millas) de largo y 1 kilómetro (0,62 millas) de ancho, y que tiene ocho aldeas.
El nombre de "Mala Pascua" fue dado por navegantes españoles cuyo barco quedó varado en esa isla el día de Navidad, específicamente el 25 de diciembre de 1520 debido al mal tiempo. A causa de la desgracia de tener que pasar la Navidad lejos de sus compañeros y familiares atrapados en una isla desierta, los españoles llamaron a la isla Mala Pascua. A partir de entonces los españoles y los no lugareños se referieron a la isla con ese nombre, mientras que los residentes locales también la llamaron Logon.